# Mezinárodní letiště Džinnáh
Mezinárodní letiště Džinnáh (urdsky جناح بین الاقوامی ہوائی اڈا‎, IATA: KHI, ICAO: OPKC) je největší letiště v Pákistánu. Leží v Karáčí, největším pákistánském městě a nejvýznamnějším přístavu země. Slouží jak vnitrostátní tak mezistátní přepravě. Je pojmenováno po Muhammadu Alím Džinnáhovi, zakladateli a prvním vůdci Pákistánu.
Jeho maximální kapacita 12 miliónů cestujících ročně je využita zhruba z poloviny.
Letiště je v roce 2016 hlavní základnou národní pákistánské letecké společnost Pakistan International Airlines a dalších společností jako airblue, Air Indus, Shaheen Air, Serene Air, Star Air Aviation (nákladní), Vision Air International a Princely Jets.

## Dějiny
Letiště má dlouhou historii, už v roce 1932 zde 15. října přistál J. R. D. Tata, zakladatel civilního letectví v Britské Indii, který tehdy přiletěl z Bombaje přes Ahmadábád v letounu Puss Moth.
Během druhé světové války bylo letiště důležitým překladištěm jednotek Letectva armády Spojených států amerických.